# Włodzimierz Karpiński
Pour les articles homonymes, voir Karpinski.
Włodzimierz Witold Karpiński, né le 16 novembre 1961 à Puławy, est un homme politique polonais membre de la Plate-forme civique (PO). Il est ministre du Trésor d'État entre avril 2013 et juin 2015.

## Biographie
Il rejoint la PO en 2001 et se présente aux élections législatives du 23 septembre dans la circonscription de Lublin sur la liste que mène Zyta Gilowska, mais il n'est pas élu à la Diète. Il postule une nouvelle fois lors des élections législatives du 25 septembre 2005. Il remporte alors 8 751 votes préférentiels et obtient ainsi son premier mandat de député.
Il est de nouveau candidat au cours des élections législatives anticipées du 21 octobre 2007 et engrange 16 873 suffrages de préférence. Le 9 août 2011, il est choisi comme nouveau secrétaire d'État du ministère de l'Intérieur et de l'Administration, en remplacement de Tomasz Siemoniak, désormais ministre de la Défense nationale. Il est facilement réélu député aux élections législatives du 9 octobre 2011 avec 16 498 votes préférentiels. Il devient secrétaire d'État du nouveau ministère de l'Administration et de la Numérisation le 23 novembre suivant.
Le 24 avril 2013, Włodzimierz Karpiński est nommé ministre du Trésor d'État dans le second gouvernement du libéral Donald Tusk. Il est reconduit par Ewa Kopacz quand elle accède au pouvoir, le 22 septembre 2014.
Il postule pour un quatrième mandat aux élections législatives du 25 octobre 2015, qu'il remporte avec 10 260 suffrages de préférence.

### Accusations de corruption
Il est arrêté dans le cadre d'une affaire de corruption en 2023. Il est soupçonné d'avoir été au centre d'un système de pots-de-vin, de blanchiment d'argent et d'émission de fausses factures dans l'attribution de contrats d'une valeur de 128 millions d'euros pour la collecte des déchets de la municipalité de Varsovie.